# Vladislovas Česiūnas
Vladislovas Česiūnas (* 15. März 1940 in Vyšnialaukis, Rajongemeinde Jonava; † 16. Januar 2023) war ein sowjetischer Sprint-Kanute. Er gewann während seiner Karriere eine Olympiamedaille und sechs Medaillen bei Kanu-Weltmeisterschaften. Er wurde später bekannt für seine Rolle in der „Česiūnas-Affäre“, als er während der WM 1979 in Duisburg nach Deutschland überlief. Er wurde danach von KGB-Agenten festgenommen und für sein „Fehlverhalten“ in die Sowjetunion zwangsrückgeführt.

## Leben
1968 absolvierte Česiūnas das Technikum für Eisenbahntransport in Vilnius und 1980 ein Diplomstudium am Litauischen Sportinstitut in Kaunas. Von 1979 bis 2003 arbeitete er als Trainer, von 1981 bis 1989 in der „Dinamo“-Schule. Von 1977 bis 1981 war Česiūnas Direktor der Kindersportschule Vilnius. Ab 1990 arbeitete er beim Zollamt Vilnius.